# Семь смертных грехов (балет)
«Семь смертных грехов» (нем. Die sieben Todsünden, фр. Les sept péchés capitaux) — балет в семи действиях и девяти картинах на музыку Курта Вайля. Автор либретто — Бертольт Брехт, перевод на английский язык выполнен Уистеном Оденом и Честером Коллманом. Это было последнее крупное сотрудничество между Вайлем и Брехтом.

## История
После захвата власти в Германии нацистами и пожара в Рейхстаге 27 февраля 1933 года, Брехт и Вайль, как евреи по происхождению, признали, что Берлин больше не может служить их художественным домом. Брехт покинул Берлин и отправился в путешествие по Европе, проездом через Прагу, Вену, Цюрих и другие города. Вейль находился в Париже. Он связался с Брехтом, и тот присоединился к нему в Париже, чтобы создать этот балет. Либретто отражает собственные путешествия Брехта, расширенные до годичного пребывания в семи европейских городах.
Создать балет Курта Вайля попросили Эдвард Джеймс и Борис Кохно. Эдвард Джеймс организовал для своей жены и балерины Тилли Лош балетную труппу Les Ballets 1933. Он же настоял на её участии в этом балете, так как жена Курта Вайля — Лотте Ленья — уже была в нём задействована. Обе женщины были похожи друг на друга и играли роли двух сестёр — Анны I (Лотте Ленья) и Анны II (Тилли Лош).
Премьера «Семи смертных грехов» состоялась в парижском Театре Елисейских полей 7 июня 1933 года. Продюсером, режиссёром и хореографом был Джордж Баланчин, мизансцены — Каспара Неера. Главные роли сыграли Лотте Ленья (пение) и Тилли Лош (танец); это был единственный в своём роде балет с пением (на немецком языке). Французы встретили его настороженно, немецкие эмигранты, живущие в Париже, считали балет грандиозным успехом. Затем он был поставлен в Лондоне в театре Савой под названием Anna-Anna 28 июня этого же года в импровизированном переводе Лотте Ленья.
Балет был возрождён Лотте Ленья, уже будучи вдовой Вайля, в 1950-х годах, и ставится в различных театрах мира по настоящее время. В 1997 году вокальные партии Ленья записала британская певица Марианна Фейтфулл в своём альбоме 1998 года The Seven Deadly Sins (песни Бертольта Брехта и Курта Вайля). В России опера-балет «Семь смертных грехов» ставилась редко. Самая известная постановка Бориса Покровского состоялась в 1981 году на сцене Камерного музыкального театра. Спустя тридцать лет театр «Геликон-опера» представил свою версию этого произведения.

## Актёры
| Роли    | Голос   | Премьер          |
| ------- | ------- | ---------------- |
| Анна I  | сопрано | Лотте Ленья      |
| Анна II | танцы   | Тилли Лош        |
| Брат I  | баритон | Albert Peters    |
| Брат II | тенор   | Erich Ruchs      |
| Мать    | бас     | Heinrich Gretler |
| Отец    | тенор   | Otto Pasetti     |

## Сюжет
Анна I (которая поёт) и Анна II (которая танцует) представляют собой два аспекта одной личности. По указанию своей семьи, они едут в семь разных американских городов, чтобы заработать достаточно денег, необходимых для постройки маленького дома на берегу Миссисипи. В каждом из городов они сталкиваются с различным смертельным грехом, и Анна I (практическая личность) упрекает Анну II (художественная личность) за участие в греховном поведении, которое препятствует накоплению богатства. В числе грехов: Лень, Гордость, Гнев, Обжорство, Вожделение, Жадность и Зависть.
В финале Анна через семь лет возвращается в Луизиану и воссоединяется с семьёй, построившей дом.